# L'astronave di fuoco
L'astronave di fuoco (Wai Si-Lei chuen kei) è un film del 1986 diretto da Teddy Robin Kwan. È una storia di genere avventuroso con elementi fantastici e fantascientifici.

## Trama
Si narra di un'antica leggenda di un diamante lasciato da un drago dotata di incredibili poteri, tale gemma sarebbe custodita da un bambino in un luogo remoto del Nepal. Uno scrittore andrà alla ricerca della gemma e dopo diversi tranelli e sfide riuscirà infine a scoprire la verità, si trattava di una parte di un'astronave aliena.